# Metapelma feae
Metapelma feae är en stekelart som beskrevs av Masi 1923. Metapelma feae ingår i släktet Metapelma och familjen hoppglanssteklar.
Artens utbredningsområde är:
- Kongo.
- Gabon.

Inga underarter finns listade i Catalogue of Life.